# Rikken Dōshikai
Die Rikken Dōshikai (japanisch 立憲同志会, dt. etwa konstitutionalistische (rikken) Vereinigung von Gleichgesinnten (dōshikai), engl. verschiedenes, unter anderem „Constitutional Association of Friends“, „Association of Allies of the Constitution“ etc.) war eine politische Partei im Japanischen Kaiserreich in der Taisho-Zeit.

## Geschichte
Rikken Dōshikai war eine politische Partei, die von Premierministers Katsura Tarō am 20. Januar 1913 gegründet worden war. Das war eine Maßnahme gegenüber der Bewegung, angeführt von Inukai Tsuyoshi und Ozaki Yukio, die sich für eine verfassungsgemäße Regierung einsetzte, wie sie die Mehrheit im Parlament, repräsentiert durch die Rikken Seiyūkai, befürwortete. Katsura organisierte darauf, zusammen mit Gotō Shimpei und Akiyama Teisuke, die Dōshikai, die sein Kabinett gegenüber der Seiyūkai verteidigen sollte. Etwa 90 Parlamentarier schlossen sich an, darunter alle 30 des „Chūō Kurabu“ (中央くらぶ), die Hälfte der Rikken Kokumintō und einige wichtige frühere wichtige Bürokraten.
Katsura erkrankte jedoch und starb am 10. Oktober desselben Jahres. Danach war man verärgert über Gotō Ausscheiden aus der Partei, aber Ōura Kanetake, Ōishi Masami (大石 正巳; 1855–1935), Sengoku Mitsugu (仙石 貢; 1857–1931), Kōno Hironaka und andere führten Katsuras Ambitionen fort, angeführt von Katō Takaaki. Am 23. Dezember desselben Jahres hielt Katō wieder eine Parteigründungszeremonie und wurde zum Vorsitzenden gewählt. Katō konnte 5 Ministerposten im zweiten Kabinett Ōkuma (1914 bis 1916) besetzen. Die Gruppe wurde nach den Wahlen 1915 die größte der Nationalversammlung. Nach der Auflösung des Ōkuma-Kabinetts schloss sich die Dōshikai sich mit der Chūseikai (中正会), dem Kōyū Kurabu (公友倶楽部) und anderen kleinen Parlamentariergruppe im Oktober 1916 zusammen und bildeten die „Kenseikai“.